# Otto Luhde
Otto Luhde (* 1874 in Wien; † 1957 in Krems an der Donau) war ein österreichischer Maler.
Luhde studierte an der Wiener Akademie unter Christian Griepenkerl und Eduard Peithner von Lichtenfels. Er war Landschaftsmaler und seit 1906 Professor der Ober-Realschule in Krems, wo er sich besonders der Wachau als Motiv widmen konnte. Als Mitbegründer und Mitglied im Wachauer Künstlerbund, später als dessen langjähriger Präsident, war er auch in der Bekanntmachung der Wachau als touristisches Ziel aktiv. Einige seiner Werke befinden sich heute in der Sammlung des Stadtmuseums Krems.